# Escape (album Enrique Iglesias)
| Recensione | Giudizio |
| ---------- | -------- |
| AllMusic   |          |

 Escape è il settimo album del cantante spagnolo Enrique Iglesias pubblicato nel 2001.

## Tracce
| #  | Titolo                                                      | Autori                                     | Durata |
| -- | ----------------------------------------------------------- | ------------------------------------------ | ------ |
| 1  | "Escape"                                                    | DioGuardi/Iglesias/Morales/Siegel          | 3:28   |
| 2  | "Don't Turn Off the Lights"                                 | DioGuardi/Iglesias/Morales/Siegel          | 3:47   |
| 3  | "Love to See You Cry"                                       | Taylor/Iglesias/Torch/Barry                | 4:07   |
| 4  | "Hero"                                                      | Taylor/Iglesias/Barry                      | 4:24   |
| 5  | "I Will Survive"                                            | DioGuardi/Iglesias/Morales/Siegel/Fishbein | 3:43   |
| 6  | "Love 4 Fun"                                                | DioGuardi/Iglesias/Morales/Siegel/Fishbein | 3:15   |
| 7  | "Maybe"                                                     | DioGuardi/Iglesias/Morales/Siegel/Fishbein | 3:14   |
| 8  | "One Night Stand"                                           | Taylor/Iglesias/Barry                      | 4:11   |
| 9  | "She Be the One"                                            | Taylor/Iglesias/Barry                      | 3:36   |
| 10 | "If the World Crashes"                                      | Mendez/Iglesias                            | 4:45   |
| 11 | "Escapar" ("Escape" - Spanish)                              | DioGuardi/Iglesias/Morales/Siegel          | 3:28   |
| 12 | "No Apagues la Luz" ("Don't Turn Off the Lights" - Spanish) | DioGuardi/Iglesias/Morales/Siegel          | 3:48   |
| 13 | "Héroe" ("Hero" - Spanish)                                  | Taylor/Iglesias/Barry                      | 4:23   |
| 14 | "Hero (Metro Mix)"                                          |                                            | 4:17   |
| 15 | "Maybe (Mark Taylor Mix)"                                   |                                            | 3:10   |
| 16 | "To Love a Woman" - with Lionel Richie                      |                                            | 3:53   |